# منتخب أوكرانيا تحت 19 سنة لكرة القدم
منتخب أوكرانيا تحت 19 سنة لكرة القدم (بالأوكرانية: Юнацька збірна України з футболу)‏ هو ممثل أوكرانيا الرسمي في المنافسات الدولية في كرة القدم في فئة كرة قدم للرجال تحت 19 سنة، يديريه اتحاد أوكرانيا لكرة القدم.